# 豊秋村 (群馬県)
豊秋村（とよあきむら）は、群馬県中部、北群馬郡に属していた村である。

## 地理
- 河川：利根川、唐沢川、茂沢川

## 歴史
- 1889年（明治22年）4月1日 - 町村制施行により石原村、湯ノ上村、中村が合併し西群馬郡豊秋村が成立する。
- 1896年（明治29年）4月1日 - 郡の統合（西群馬郡と片岡郡の統合）により群馬郡に所属する。
- 1949年（昭和24年）10月1日 - 北群馬郡（群馬郡から分立）に所属する。
- 1954年（昭和29年）4月1日 - 渋川町、金島村、古巻村と合併し渋川市となる。

## 著名な出身者
- 山口寒水 - 小説家